# Фонд Шёлкового пути
Фонд Шёлкового пути — китайский инвестиционный фонд, занимающийся, в первую очередь, крупными вложениями в инфраструктурные проекты в странах вдоль Нового шёлкового пути и Морского Шёлкового пути с целью содействия сбыту китайской продукции.

## История
Компания была зарегистрирована в Пекине 29 декабря 2014 года. О намерении создать подобный Фонд Си Цзиньпин объявил 8 ноября 2014 года на форуме «Диалог по укреплению взаимосвязанного партнёрства» накануне саммита глав АТЭС. Исполнительным директором Фонда назначена Цзинь Ци (бывшая зампредседателя Народного банка Китая), главным управляющим фонда — Ван Яньчжи.

## Деятельность
Фонд финансирует проекты только в долларах и евро. Отказ от финансирования в юанях сделан с целью привлечения к совместному инвестированию иностранных и международных финансовых организаций. Предположительно общий капитал фонда будет равен 40 миллиардам долларов, из них на январь 2016 года привлечено 10, из них:
- 65 % — золотовалютные резервы КНР,
- 15 % — Китайская инвестиционная корпорация
- 15 % — Экспортно-импортный банк Китая
- 5 % — Банк развития Китая.

В течение 2015 года Фонд, по экспертным оценкам, профинансировал проектов на общую сумму 4—5 миллиарда долларов, наиболее крупными из которых являются:
- В рамках создания китайско-пакистанского экономического коридора Фонд Шёлкового пути, China Three Gorges Corporation и Private Power and Infrastructure Board of Pakistan подписали меморандум о строительстве ГЭС на северо-востоке Пакистана. Стройка должна быть завершена к 2020 году, сумма инвестиций — 1,65 миллиарда долларов.
- Фонд выкупил 25 % акций China National Tire & Rubber Co. (CNRC). На вложенные деньги выкупались акции итальянской компании Pirelli, специализирующейся на производстве шин. К октябрю 2015 года 98 % акций Pirelli принадлежало китайским инвесторам. Объём вложений Фонда — 1,8 миллиарда долларов.
- В декабре Фонд выкупил у ОАО «НОВАТЭК» 9,9 % доли в проекте по производству сжиженного природного газа «Ямал СПГ», а также выделил проекту заём в размере 730 миллионов евро на 15 лет[4]. После завершения сделки у ОАО «НОВАТЭК» стало 50,1 %, у Total — 20 %, у китайских компаний — 20 % (CNPC) и 9,9 % (SRF, Фонд Шёлкового пути)[5].
- Фонд владеет одной десятой частью СИБУРа[6].